# 陳預
陳預（？—1823年），字立凡，一字笠帆，號笠颿，顺天宛平（今北京市）人，清朝政治人物，進士出身。
乾隆五十五年（1790年）登進士。選翰林院庶吉士，散館改刑部四川司主事，歷升員外郎、山東司郎中。嘉庆四年（1799年）出官四川永寧道。丁憂去職。嘉慶十年（1805年）服闕，任山東兖沂曹濟道。次年升江西按察使。嘉慶十二年（1807年），調貴州布政使。嘉庆十五年（1810年）十一月十四，调任廣西布政使。嘉庆十六年（1811年）九月二十三，同江宁布政使互调。嘉慶十八年（1813年）任刑部右侍郎。嘉慶十九年（1814年）任福建巡撫，歷改浙江巡撫、山東巡撫。